# Макс Верли
Макс Верли (на немски: Max Wehrli) е швейцарски литературовед, германист и преводач.

## Биография
Макс Верли е роден в Цюрих през 1909 г. От 1928 до 1935 г. следва германистика и гръцки език в Цюрихския университет и в Хумболтовия университет на Берлин. През 1935 г. получава докторска степен в Цюрих, а през 1937 г. се хабилитира.
След края на войната Верли става приват-доцент, през 1946 г. е титулярен, а от 1947 г. извънреден професор по Стара немска литература. През 1953 г. става редовен професор по История на немската литература от началото до 1700 г.
Летния семестър на 1955 г. Макс Верли прекарва като гост-професор в Колумбийския университет в Ню Йорк. От 1965 до 1967 г. е декан на своя факултет, а от 1970 до 1972 г. – ректор на Цюрихския университет. През 1973 г., една година преди пенсионирането си, става президент на Швейцарската университетска ректорска конференция, която председателства до 1977 г.

## Научна дейност
Големият проект на Макс Верли е създаването на смислено разбиране за предмодерната немскоезична литературна традиция, преди тя да бъде конструирана през XVIII век като автономна, обхващаща всички родове и видове литературна система. Към неговите лекционни и изследователски интереси в тази насока спадат Развитото Средновековие, Барокът, а също Цюрих като културно средище от Средновековието до модерната епоха, поетологията и преди всичко историята на литературата.
От значение е дейността му като редактор и преводач на литературни творби от Средновековието и Барока, като така ги прави достъпни за широката читателска публика.

## Трудове
- Johann Jakob Bodmer und die Geschichte der Literatur, Diss., 1936
- Das barocke Geschichtsbild in Lohensteins Arminius, 1938
- Allgemeine Literaturwissenschaft, 1951
- Formen mittelalterlicher Erzählung: Aufsätze, 1969
- Geschichte der deutschen Literatur von den Anfängen bis zum Ende des 16. Jahrhunderts, 1980
- Literatur im deutschen Mittelalter: eine poetologische Einführung, 1984
- Max Wehrli: Humanismus und Barock, Hrsg. von Fritz Wagner und Wolfgang Maaz, 1993
- Max Wehrli: Gegenwart und Erinnerung. Gesammelte Aufsätze, Hrsg. von Fritz Wagner und Wolfgang Maaz, 1998

Издания и преводи
- Deutsche Barocklyrik, Auswahl und Nachwort von Max Wehrli, 1977
- Deutsche Lyrik des Mittelalters, Auswahl und Übersetzung von Max Wehrli, 1955, 6. Auflage 1988
- Jacob Bidermann: Cenodoxus, Hrsg. Max Wehrli, 1958
- Jacob Bidermann: Philemon Martyr, Lateinisch und deutsch, Hrsg. und übersetzt von Max Wehrli, 1960
- Jacob Balde. Dichtungen, Lateinisch und deutsch, Hrsg. und übersetzt von Max Wehrli, 1963
- Historie von Doktor Johann Faust, Hrsg. und übersetzt von Max Wehrli, 1986
- Hartmann von Aue: Iwein, Aus dem Mittelhochdeutschen übertragen, mit Anmerkungen und Nachwort von Max Wehrli, 1988

## Признание, награди и отличия
- 1955: Гост професор в Колумбийския университет в Ню Йорк
- 1964: Почетен член на Modern Language Association of America
- 1970: Носител на златен медал на Гьоте-институт
- 1972: Носител на златен медал на кантон Цюрих
- 1977: Член-кореспондент на Академията на науките в Хайделберг
- 1979: „Награда Готфрид Келер“
- 1981: Член-кореспондент на Академията на науките в Гьотинген
- 1983: Член-кореспондент на Академията на науките в Мюнхен
- 1986: Почетен доктор на Мюнхенския университет